# KZDMA27
KZDMA27 è una District Management Area della municipalità distrettuale di Umkhanyakude.
Questo DMA comprende diverse aree naturali protette. Le più importanti sono:
- Greater St Lucia Wetlank Park
- Umfolozi game reserve

## Città e comuni
- Lower Mkuze

## Fiumi
- Mfolozi
- Msunduzi

## Dighe
- Hluhluwe Dam

## Laghi
- Lake Sibayi
- Lake St Lucia